# Juan Alberto Acosta
Juan Alberto Acosta Silva (nacido el 8 de mayo de 1956 en Paysandú, Uruguay) es un ex-futbolista uruguayo. Jugaba de centrocampista y su primer club fue el Bella Vista.

## Carrera
Comenzó su carrera en 1972 jugando para el Bella Vista. Jugó para el club hasta 1980. En ese año se fue a la Argentina para integrarse al plantel de Newell's Old Boys.
En 1982 se fue a Ecuador, en donde integró el equipo de SD Aucas. Ese año se fue a España para formar parte del Real Madrid. En 1983 regresó a la Argentina para integrarse nuevamente a Newell's Old Boys. En ese año regresó a España para sumarse al Rayo Vallecano.
En 1984 regresó a Uruguay para formar parte del plantel de Nacional de Montevideo. Ese año se pasó al Montevideo Wanderers. Estuvo ahí hasta 1985. En ese año regresó a la Argentina para unirse a las filas del Colón de Santa Fe. En 1986 regresó nuevamente a Uruguay para jugar en Peñarol. En 1990 regresó al club que lo vio comenzar su carrera como futbolista, el Bella Vista. Jugó ahí hasta su retiro en 1993.

## Clubes
| Club                   | País      | Año       |
| ---------------------- | --------- | --------- |
| Bella Vista            | Uruguay   | 1972-1980 |
| Newell's Old Boys      | Argentina | 1980-1982 |
| SD Aucas               | Ecuador   | 1982      |
| Real Madrid            | España    | 1982-1983 |
| Rayo Vallecano         | España    | 1983      |
| Nacional de Montevideo | Uruguay   | 1984      |
| Montevideo Wanderers   | Uruguay   | 1984-1985 |
| Colón de Santa Fe      | Argentina | 1985      |
| Peñarol                | Uruguay   | 1986      |
| Bella Vista            | Uruguay   | 1990-1993 |